# 100 Things to Do Before High School
100 Things to Do Before High School (Nederlandse titel: 100 Dingen te Doen voor de Middelbare School) is een Amerikaanse comedyserie gemaakt door Scott Fellows die in de verenigde Staten werd uitgezonden op Nickelodeon van 11 november 2014 tot 27 februari 2016. De hoofdrollen worden vertolkt door Isabela Moner, Jaheem King Toombs en Owen Joyner.

## Verhaal
De twaalfjarige CJ Martin zit in het laatste jaar van de basisschool en kan niet wachten om naar de middelbare school te gaan. Op de laatste dag van de zomervakantie vertelt haar oudere broer haar echter dat de middelbare school lang niet is zoals CJ denkt van verschillende televisieseries, maar dat de middelbare schooljaren ongelooflijk stressvol zijn en voor CJ, de ergste verbeelding wordt als ze haar beste vrienden uit het oog zou verliezen. Om dat te voorkomen, maken CJ en haar beste vrienden Crispo en Fenwick een lijst van 100 dingen die ze absoluut willen doen in de tijd die ze nog hebben voordat ze naar de middelbare school gaan.

## Rolverdeling
| Acteur             | Personage       |
| ------------------ | --------------- |
| Isabela Moner      | CJ Martin       |
| Jaheem Toombs      | Fenwick Frazier |
| Owen Joyner        | Crispo Powers   |
| Jack De Sena       | Mr. Roberts     |
| Brady Reiter       | Mindy Minus     |
| Henry Dittman      | Mr. Martin      |
| Raajeev Aggerwhil  | Mr. Bored       |
| Stephanie Escajeda | Mrs. Martin     |
| Max Ehrich         | Ronbie Martin   |

## Afleveringen
| Seizoen | Afleveringen | Start            | Einde            |
| ------- | ------------ | ---------------- | ---------------- |
| Special | Special      | 11 november 2014 | 11 november 2014 |
| 1       | 24           | 20 mei 2015      | 27 februari 2016 |

## Prijzen en nominaties
| Jaar | Prijs                      | Categorie                                                                               | Genomineerde(n)                                                                | Uitslag     |
| ---- | -------------------------- | --------------------------------------------------------------------------------------- | ------------------------------------------------------------------------------ | ----------- |
| 2015 | Directors Guild of America | Beste regieprestatie in kinderprogramma's                                               | Jonathan Judge, Debra Spidell, Julian Petrillo, Katey Wheelhouse & Cecilia Mak | Gewonnen    |
| 2015 | Imagen Foundation Awards   | Beste jonge actrice - Televisie                                                         | Isabela Moner                                                                  | Genomineerd |
| 2016 | Imagen Foundation Awards   | Beste jonge actrice - Televisie                                                         | Isabela Moner                                                                  | Gewonnen    |
| 2016 | Young Artist Award         | Beste uitvoering in een televisieserie - Gastrollen jonge actrice 11-13                 | Piper Madison                                                                  | Gewonnen    |
| 2016 | Young Artist Award         | Beste uitvoering in een televisieserie - terugkerende jonge actrice (13 jaar en jonger) | Laura Kristine                                                                 | Gewonnen    |